# مارک د مار
مارک د مار (هلندی: Marc de Maar؛ زادهٔ ۱۵ فوریهٔ ۱۹۸۴) دوچرخه‌سوار اهل هلند است.
از باشگاه‌هایی که در آن رکاب زده‌است می‌توان به تیم دوچرخه‌سواری رابوبانک دولوپمنت، تیم لوتوان‌ال–یومبو، تیم دوچرخه‌سواری یونایتدهلثکر، و تیم کوئیک‌استپ فلورزو تیم دوچرخه‌سواری رومپوت–ندرلانسه لوتری اشاره کرد.
وی در مسابقات کشوری و بین‌المللی در مجموع برندهٔ ۱ مدال طلا شده‌است.